# 암모늄 이온
암모늄 이온(영어: ammonium ion, NH4+)은 양전하를 띠는 양이온이다.
분자식은 N(질소)과 H(수소) 3개 사이에서의 일반적인 공유결합(단일결합)이 발생하며 남은 H 하나에서는 H가 전자를 버리고 양이온이 되어 N의 비공유 전자쌍을 이용한 배위결합을 하여 이루어진다. 일반 자연상태에서는 번개에 의한 전기 방전이나 암모니아와 산의 결합으로 생산될 수 있다. 성질은 알칼리 이온과 비슷한 성질을 가진다. 암모늄 이온은 약염기인 암모니아가 수소와 결합한 다원자 양이온이다. 암모니아의 가수 분해에서 생성되기도 하며, 암모늄염에 존재하기도 한다.

## 같이 보기
- 플루오로늄
- 하이드로늄 이온
- 아지드화 수소산
- 하이드록실아민
- 질산화 작용
- 암모니아수